# 1933 na ciência

## Eventos
- 1 de junho - É fundada a Escola Paulista de Medicina na cidade de São Paulo, atualmente UNIFESP.
- Jean Brachet mostra que o DNA é encontrado nos cromossomos e que o RNA está presente no citoplasma de todas as células

## Livros publicados
- O problema da gravitação universal - Manuel dos Reis (1900-1992)[1]

## Nascimentos
| Data           | Nome                      | Profissão                | Nacionalidade   | Observações                                           | Ref         |
| -------------- | ------------------------- | ------------------------ | --------------- | ----------------------------------------------------- | ----------- |
| 2 de janeiro   | Ian Axford                | astrofísico              | Nova Zelândia   | m. 2010 Medalha Chapman 1994 Medalha Rutherford 1994  | [ 2 ]       |
| 16 de janeiro  | Herch Moysés Nussenzveig  | físico e professor       | Brasil          |                                                       |             |
| 18 de janeiro  | Roger Balian              | físico                   | França          |                                                       |             |
| 4 de fevereiro | Guy Brousseau             | matemático               | França          |                                                       |             |
| 1 de abril     | Claude Cohen-Tannoudji    | físico                   | França          | Nobel da Física 1997 Medalha Matteucci 1994           | [ 3 ] [ 4 ] |
| 26 de abril    | Arno Allan Penzias        | físico                   | Estados Unidos  | Nobel da Física 1978                                  | [ 3 ]       |
| 3 de maio      | Steven Weinberg           | físico                   | Estados Unidos  | Nobel da Física 1979                                  | [ 3 ]       |
| 5 de junho     | William Kahan             | matemático e informático | Canadá          | Prémio Turing                                         | [ 5 ]       |
| 6 de junho     | Heinrich Rohrer           | físico                   | Suíça           | Nobel da Física 1986                                  | [ 3 ]       |
| 19 de junho    | Viktor Patsayev           | cosmonauta               | União Soviética | m. 1971                                               |             |
| 9 de julho     | Oliver Sacks              | neurologista             | Reino Unido     |                                                       |             |
| 14 de agosto   | Richard Robert Ernst      | químico                  | Suíça           | Nobel da Química 1991                                 | [ 6 ]       |
| 23 de agosto   | A. H. de Oliveira Marques | historiador              | Portugal        | m. 2007                                               |             |
| 23 de agosto   | Robert Curl               | químico                  | Estados Unidos  | Nobel da Química 1996                                 | [ 6 ]       |
| 10 de setembro | Yevgeny Khrunov           | cosmonauta               | União Soviética | m. 2000                                               |             |
| 9 de outubro   | Peter Mansfield           | físico                   | Reino Unido     | Nobel de Fisiologia ou Medicina 2003                  | [ 7 ]       |
| 4 de novembro  | Charles Kao               | físico                   | China           | Nobel da Física 2009 Prémio Charles Stark Draper 1999 | [ 3 ] [ 8 ] |
| 3 de dezembro  | Paul Crutzen              | químico                  | Países Baixos   | Nobel da Química 1995                                 | [ 6 ]       |

## Mortes
| Data           | Nome                     | Profissão                        | Nacionalidade                              | Observações                                                         | Ref                 |
| -------------- | ------------------------ | -------------------------------- | ------------------------------------------ | ------------------------------------------------------------------- | ------------------- |
| 17 de janeiro  | Ormond Stone             | astrónomo, matemático e educador | Estados Unidos                             | n. 1847                                                             |                     |
| 8 de fevereiro | Francisco Gomes Teixeira | matemático                       | Reino Unido de Portugal, Brasil e Algarves | n. 1851                                                             |                     |
| 13 de março    | Robert T. A. Innes       | astrónomo                        | Reino Unido da Grã-Bretanha e Irlanda      | n. 1861                                                             |                     |
| 5 de abril     | Hjalmar Mellin           | matemático                       | Finlândia                                  | n. 1854                                                             |                     |
| 25 de setembro | Paul Ehrenfest           | físico e matemático              | Áustria                                    | n. 1880                                                             |                     |
| 1 de outubro   | John Edward Marr         | geólogo                          | Reino Unido da Grã-Bretanha e Irlanda      | n. 1857 Medalha Lyell 1900 Medalha Real 1930 Medalha Wollaston 1914 | [ 9 ] [ 10 ] [ 11 ] |
| 29 de outubro  | Paul Painlevé            | matemático e político            | França                                     | n. 1863 Prémio Poncelet 1896                                        |                     |
| 8 de dezembro  | John Joly                | físico                           | Irlanda                                    | n. 1857 Medalha Real 1910                                           | [ 10 ]              |
| 21 de dezembro | Padre Himalaya           | cientista e inventor             | Reino Unido de Portugal, Brasil e Algarves | n. 1868                                                             |                     |

## Prémios

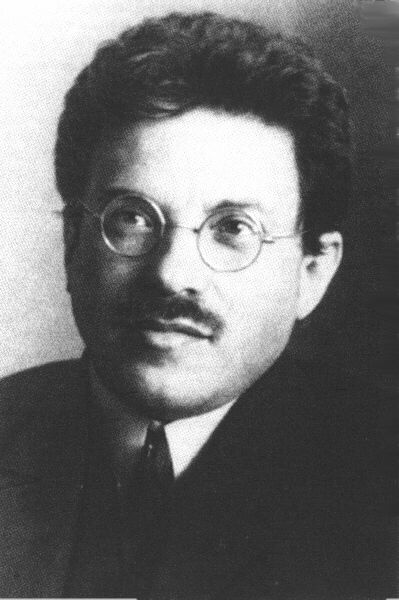
Paul Ehrenfest (1880 - 1933)

Medalha Bigsby
- Edward James Wayland[12]

Medalha Bruce
- Carl Charlier[13]

Medalha Copley
- Theobald Smith[14]

Medalha Davy
- William Hobson Mills[15]

Medalha Hughes
- Edward Appleton[16]

Medalha Penrose
- Waldemar Lindgren[17]

Medalha Real
- Geoffrey Ingram Taylor[10] e Patrick Laidlaw[10]

Prémio Nobel
- Física - Erwin Schrödinger[3], Paul Adrien Maurice Dirac[3].
- Química - não atribuído.
- Medicina - Thomas Hunt Morgan[7].